# Моран, Роландо
Рола́ндо Мора́н (исп. Rolando Morán, настоящее имя — Рика́рдо Арно́льдо Рами́рес де Лео́н (исп. Ricardo Arnoldo Ramírez de León), 29 декабря 1929, Салкайя, деп. Кесальтенанго, Гватемала — 11 сентября 1998, Гватемала) — гватемальский революционер, командующий Повстанческими вооружёнными силами и Партизанской армией бедняков, руководитель партии Гватемальское национальное революционное единство. Как генеральный секретарь ГНРЕ совместно с президентом Альваро Арсу в 1997 году получил премию мира ЮНЕСКО за усилия, положившие конец гражданской войне в стране.

## Ранние годы
Родился в семье полковника гватемальской армии. После окончания школы в 1946—1948 годах обучался в сельскохозяйственном училище Монкоталь в г. Комаягуа (Гондурас). В 1951—1953 годах изучал право в Университете Сан-Карлос в Гватемале, который был тогда единственным университетом в стране. С 1948 по 1951 год работал в Главном управлении коммуникаций, которое занималось обслуживанием Международных железных дорог Центральной Америки (International Railways of Central America, IRCA), там же выделился своей профсоюзной активностью и тогда же переболел туберкулёзом и в результате операции потерял 1 лёгкое. В 1949—1951 годах — глава профсоюза железнодорожников.
В период демократического правления и реформ Хакобо Арбенса вступил в Коммунистическую партию Гватемалы (с 1952 года — Гватемальская партия труда, ГПТ). Тогда же близко познакомился с Эрнесто Че Геварой, личные отношения с которым сохранялись вплоть до его гибели в 1967 году.
В 1952—1953 годах — член правления Конгресса Ассоциации студентов USAC. В 1953—1954 годах — генеральный секретарь Демократического университетского фронта. После свержения правительства Хакобо Арбенса и установления реакционной диктатуры полковника Карлоса Армаса в сентябре 1954 года отправился в эмиграцию (в Аргентину) как политэмигрант. Через некоторое время был там ненадолго арестован за революционную деятельность. В 1955—1959 годах — член руководства Международного союза студентов, штаб-квартира которого располагалась в Праге (Чехословакия).
Нелегально вернулся в страну в 1959 году и до 1962 года вёл активную политическую деятельность в подполье как член Патриотической трудовой молодёжи, организации при ГПТ.
В январе 1966 года вместе с Луисом Турсиосом Лимой в качестве делегата от Повстанческих вооружённых сил Гватемалы (ПВС) участвовал в создании Организации солидарности народов Азии, Африки и Латинской Америки (OSPAAAL) в Гаване.

## Партизанская деятельность
13 ноября 1960 года после неудачной попытки государственного переворота против президента-диктатора Мигеля Идигораса группа офицеров правительственной армии под руководством Луиса Турсиоса Лимы ушла в джунгли, где начала партизанские действия по образцу кубинской революции, организовав Революционное движение 13 ноября.
Не видя перспектив мирной борьбы с режимом, Рикардо Рамирес принял решение также перейти к вооружённому сопротивлению в виде партизанской борьбы.

В 1962—1972 годах — он один из основателей и главнокомандующий Повстанческими вооружёнными силами, первой революционной и партизанской организации в стране.
В 1972—1997 годах — один из организаторов и главнокомандующий Партизанской армией бедняков (ПАБ), приняв имя и звание «Команданте Роландо Моран», под которым и был известен всю оставшуюся жизнь. Основным отличием между ПАБ и её предшественником, ПВС, заключается в отношениях, установленными с самого начала между ПАБ с коренными индейскими общинами и включении вопроса о национальном равенстве народов Гватемалы и решении проблем коренных народов в устав ПАБ и в качестве одного из самых важных требований партизан.
Первый партизанский фронт был открыт на севере департамента Киче.
В 1980-е силы ПАБ насчитывали 250 тысяч бойцов, воевавших на разных партизанских фронтах:
- фронт «Команданте Эрнесто Гевара» (на севере департамента Киче),
- фронт «Хо Ши Мин» (на севере департамента Альта-Верапас),
- фронт «Марко Антонио Йон Соса» (в в департаменте Петен),
- фронт «Аугусто Сесар Сандино» (в центральных департаментах),
- фронт «13 ноября» (в восточных департаментах),
- фронт «Луис Турсиос Лима» (на южном побережье),
- фронт «Отто Рене Кастильо» (в столице и городских зонах).

## Политическая деятельность
В 1982 году способствовал политическому и военному объединению четырёх партизанских организаций (ПВС, ПАБ, ГПТ и Организация вооружённого народа), в Гватемальское национальное революционное единство (ГНРЕ). С 1990 года член Командования ГНРЕ.
В 1996—1998 годах — генеральный секретарь партии ГНРЕ. 28 декабря 1996 года вместе с другими партизанскими руководителями торжественно вернулся на родину, выйдя из подполья. 29 декабря им и президентом страны Альваро Арсу было подписано соглашение о заключении мира, прекращении гражданской войны в стране и гарантиях индейскому населению.

## Дополнительная информация
- Имел трёх сыновей.
- Говорил на 6 языках.
- Автор нескольких книг, в частности,[4]
  - «Мартовские документы» (Documento de Marzo, 1967);
  - «Автобиография одной герильи, Гватемала в 1960—1968» (Autobiografia di una guerriglia; Guatemala 1960—1968, 1969);
  - «Письма с гватемальского фронта» (Lettres du front Guatemalteque, 1970);
  - «Критика оружия» (Crítica de las Armas, написанная в 1975 году совместно с Режисом Дебре, ISBN 978-84-323-0200-8);
  - «Революционные приветствия» (Saludos Revolucionarios: La Historia reciente de Guatemala desde la óptica de la lucha guerrillera, 2002, ISBN 99922-748-3-2);
  - «Луис Турсиос Лима — биография»;
  - сборники документов периода партизанской войны, подготовки мирного процесса и переговоров с правительством;
  - Детские рассказы о животных.